# Canary Wharf

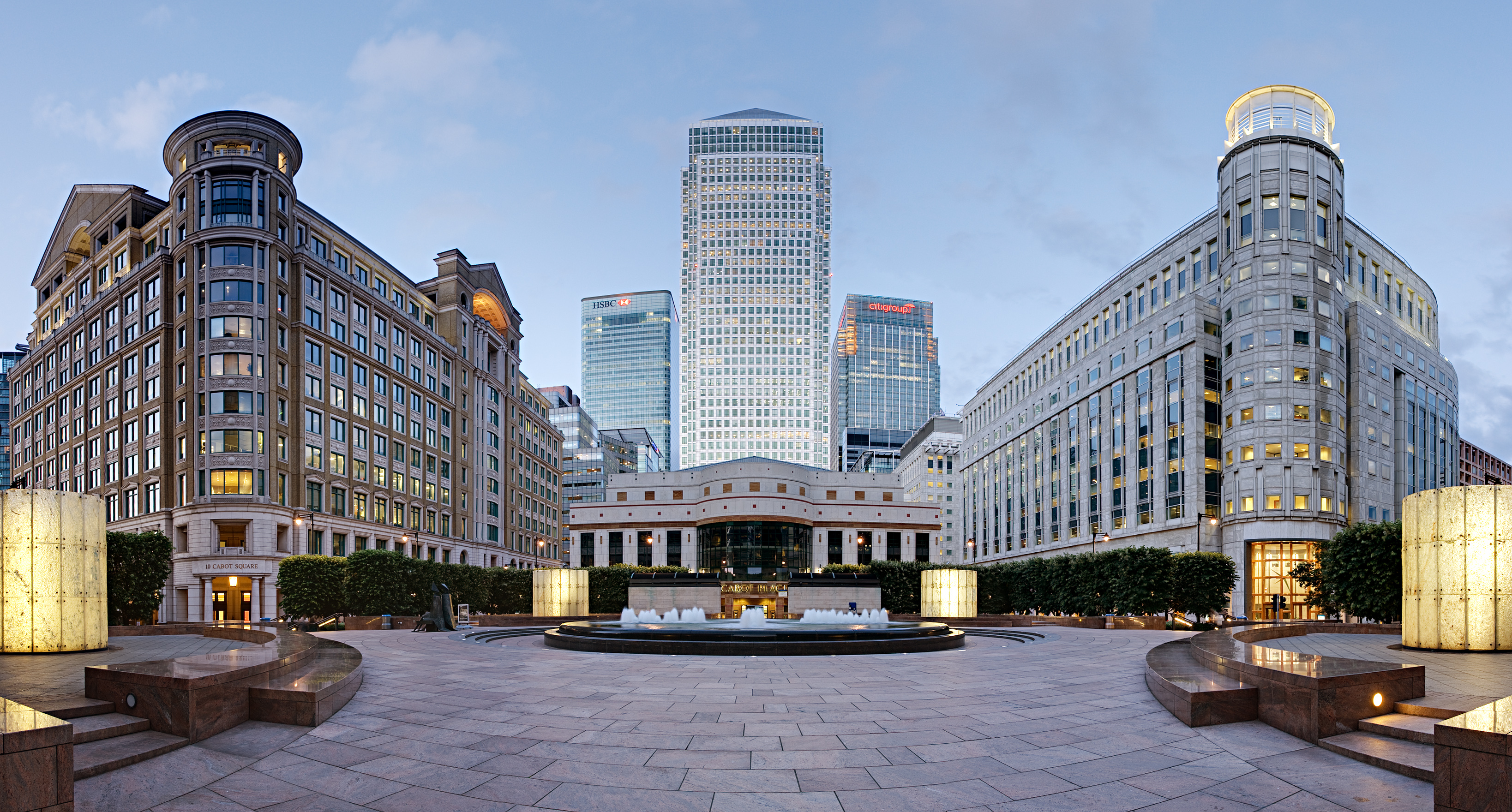
Canary Wharf, với 3 tòa nhà cao nhất, nhìn từ Cabot Square

Canary Wharf là một Trung tâm thương mại tài chính lớn, đang phát triển nằm ở quận Tower Hamlets tại Thủ đô London. 
Trung tâm này gồm có nhiều cao ốc, trong đó có 3 tòa nhà cao nhất của nước Anh (cho đến năm 2012): Phần thứ nhất là One Canada Square (cao 235,1 m), phần thứ hai là HSBC Tower và Citigroup Centre cao bằng nhau (cao 199,5 m).
Canary Wharf được xây dựng từ xưởng sửa chữa tàu thuyền của miền Tây Ấn Độ trước đây, là nơi mà các tàu thuyền đi đến vùng biển Caribbean. 
Sau khi xưởng này đã bị hủy bỏ, vào năm 1981 người ta bắt đầu làm nơi này trở thành một Trung tâm thương mại quan trọng. 
Hiện nay người ta có nhiều dự án để làm cho khu vực này phát triển gấp đôi hơn trước đây và có thêm nhiều tòa nhà cao tầng.
Trong số các công ty đã đặt chi nhánh tại Canary Wharf, là các tổ chức tài chính như Credit Suisse, HSBC, Citigroup, Morgan Stanley, Bank of America và Barclays. Ngay cả các công ty truyền thông lớn có trụ sở chính của họ ở đây, bao gồm The Daily Telegraph, The Independent, Reuters và Daily Mirror. Ngoài ra là trụ sở châu Âu của Texaco, trụ sở của Clifford Chance, một trong những công ty luật lớn nhất thế giới, Financial Services Authority (Cơ quan giám sát thị trường tài chính Anh) và công ty kiểm toán KPMG.
Canary Wharf cũng nhanh chóng trở thành một khu vực mua sắm đắt tiền và độc quyền, đặc biệt là sau khi mở trung tâm mua sắm Jubilee-Place vào năm 2004. Hiện có hơn 200 cửa hàng với hơn 4.500 nhân viên. Mỗi tuần, có khoảng 500.000 người đến đây mua sắm.

## Tên gọi
Khu Trung tâm này có tên gọi là Canary Wharf, (Wharf có nghĩa là bến tàu) bởi vì trước đây người ta buôn bán giao dịch nhiều với quần đảo Canaria.

## Lịch sử
Canary Wharf được xây dựng từ xưởng sửa chữa tàu thuyền của miền Tây Ấn Độ trước đây. 
Từ 1802 đến 1980 nơi này là một trong những xưởng sửa chữa tàu thuyền đông đúc nhất thế giới với số lượng nhân viên là 50.000 người. 
Trong thế chiến thứ II, xưởng này bị bom oanh tạc dữ dội và gần như tất cả bị hủy hoại nặng nề. 
Vào những năm 1950, công nghiệp đóng tàu của vùng này bị xuống dốc trầm trọng gần như không còn nữa. 
Đến năm 1980 thì xưởng này hoàn toàn bị đóng cửa. 
Hàng ngàn người bị thất nghiệp và một phần đất rất lớn của Canary Wharf bị phá hủy và điều đó đã làm thay đổi nền kinh tế thế giới.
Vào năm 1981 Công ty London Docklands Development Corporation đã được thành lập với dự án nhằm mục đích thổi một cuộc sống mới lên vùng đất này.

## Ý kiến thành lậpxí nghiệpđầu tiên của Canary Wharf
Vào năm 1984 The Roux Brothers tìm một nơi có diện tích rộng để sản xuất thực phẩm ăn liền và đóng gói. 
Michael von Clemm, người đại diện của công ty Credit Suisse First Boston (CSFB) và Công ty Roux Restaurants, đã được Công ty London Docklands Development Corporation mời ăn trưa trên một chiếc tàu ở Canary Wharf và họ nảy sinh ý kiến muốn thành lập một xí nghiệp sản xuất thực phẩm đóng gói tại Isle of Dogs (một đảo ở tại Canary Wharf).

## Sựphát triển
Năm 1988 Những tòa nhà cao tầng tại Canary Wharf bắt đầu xây dựng và hoàn thành vào năm 2002.
Năm 1999 chỉ có 15.000 nhân viên làm việc ở đó và cho đến năm 2004 thì số nhân viên là 63.000 người.